# Nicola Deprez
Nicola Deprez (* 17. April 1992) ist ein belgischer Fußballtorwart.

## Karriere

### Aktive Karriere
Deprez begann seine Karriere in der dritten belgischen Liga bei KRC Waregem und wechselte 2012, ohne einen Einsatz gemacht zu haben, zu Standaard Wetteren, wo er 17 mal das Tor hütete. 2014 wechselte er nach Indien zu Mumbai City FC.